# Aroostook-Krieg

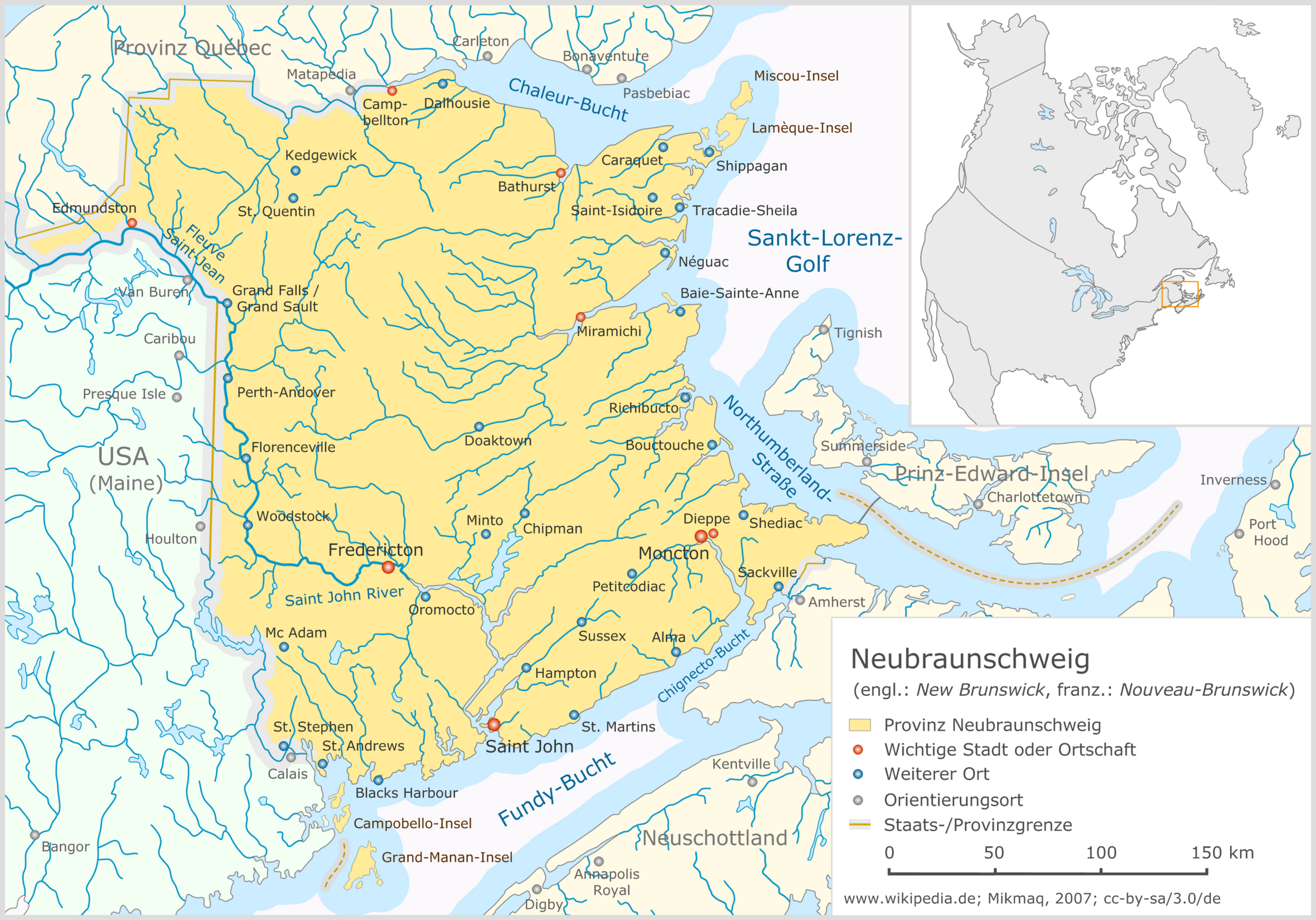
Karte des umstrittenen Gebiets (New Brunswick = gelb)

Der Aroostook-Krieg in den Jahren 1838–1839 war ein nicht erklärter und unblutiger Krieg zwischen den Vereinigten Staaten und Großbritannien. Ursache des Konflikts war ein Streit über die Grenze zwischen Britisch-Nordamerika (heute Kanada) und den USA, die nach dem Amerikanischen Unabhängigkeitskrieg in gegenseitigem Einverständnis zwischen dem Bundesstaat Maine und den kanadischen Provinzen New Brunswick und Québec festgelegt worden war. Der Konflikt wird mit „Krieg“ bezeichnet, weil es nicht nur bei politischen Spannungen und heftigen Disputen blieb, sondern von beiden Seiten bewaffnete Truppen an die umstrittene Grenze geschickt wurden. Durch das rechtzeitige Eingreifen der Regierungen in London und Washington wurde ein Blutvergießen im Grenzgebiet verhindert. Das heutige Aroostook County umfasst den größten Teil des strittigen Gebietes.

## Ursachen des Grenzkonflikts
Im Vertrag von Paris, der 1783 den Amerikanischen Unabhängigkeitskrieg beendete, wurde die Grenze zwischen Kanada und den USA nicht überall eindeutig festgelegt. Maine gehörte zu dieser Zeit noch zum Bundesstaat Massachusetts, der nach dem Krieg staatliche Landzuteilungen (englisch: Land grants) an verdiente Bürger ausgab. Dieses Land lag teilweise auf dem Gebiet, das von den Briten beansprucht wurde. Im Krieg von 1812 besetzte Großbritannien acht Monate lang fast das gesamte östliche Maine und beabsichtigte, es dauerhaft für Kanada zu annektieren. Im Vertrag von Gent wurde dieser Krieg 1814 beendet erklärt und die Grenzlinie von 1783 erneut bestätigt, die alten Unklarheiten blieben dennoch bestehen.
Als 1820 der neue Staat Maine gebildet wurde, entwickelte sich das Grenzproblem zusehends zur höchsten Priorität in der Politik der neuen Staatsregierung. Auch Massachusetts war beteiligt, denn ein großer Teil des umstrittenen Gebiets am Saint John und Madawaska River war noch in seinem Besitz. Im September 1825 kamen Verwaltungsbeamte aus Maine und Massachusetts ins Grenzgebiet, um Urkunden und Holzfällgenehmigungen auszustellen, Volkszählungen zu organisieren und Geburten, Todesfälle und Heiraten zu beurkunden.
Die Mehrzahl der Bewohner waren französischer Abstammung, während die in den 1820er Jahren eingewanderten Siedler hauptsächlich Amerikaner und Briten waren, die überwiegend am Aroostook River und westlich des Saint John Rivers lebten. Die Französisch sprechende Bevölkerung am Madawaska waren sogenannte Brayons und betrachteten sich selbst als Angehörige der inoffiziellen Republik Madawaska (französisch: République du Madawaska). Die Bevölkerungszahl wuchs im Winter, wenn viele fremde Holzfäller aus den Wäldern keine Arbeit hatten und den Saint John hinabkamen. Diese Holzfäller waren den Regierungen Maine und Massachusetts ein Dorn im Auge, weil sie schwindende Ressourcen und Staatseinnahmen befürchteten.
John Baker hisste am 4. Juli 1827 eine amerikanische Flagge auf der Westseite des Saint John Rivers beim heutigen Baker Brook und erklärte seinen Wohnort zur Hauptstadt der Republik Madawaska. Der Mann wurde sofort von der britischen Kolonialbehörde verhaftet und solange im Gefängnis behalten, bis er 25 Pfund Strafe gezahlt hatte.
Im Sommer 1830 bekundeten eine Anzahl Bewohner am Westufer des Saint John Rivers in Madawaska ihre Zugehörigkeit zu Maine. Daraufhin kamen Staatsbeamte aus Maine und organisierten mehrere Treffen in einer Halle, um Repräsentanten für eine künftige Stadt Madawaska zu wählen. Angehörige der New-Brunswick-Miliz besetzten im Gegenzug die Halle und bedrohten die Teilnehmer mit Verhaftung und Arrest. Trotzdem wurde die Veranstaltung fortgesetzt, bis zusätzliche Truppen aus New Brunswick eintrafen und einige Teilnehmer festnahmen, während andere in die Wälder flüchteten. Die Regierungen in Augusta und Washington wurden von dem Vorfall informiert und der Außenminister der USA traf seinen britischen Amtskollegen, um das Problem zu lösen.

## Vermittlungsversuch
Im selben Jahr wurde König Wilhelm I. der Niederlande gebeten, im Grenzstreit zu vermitteln. Wilhelm I. schlug einen Kompromiss zwischen den beiden vorliegenden Alternativen vor, die der später realisierten Grenzlinie sehr nahekam. Die Briten akzeptierten des Königs Vorschlag, doch der Staat Maine lehnte ihn ab. US-Präsident Andrew Jackson wurde eingeschaltet, aber unter dem Druck Maines entschied sich der US-Senat gegen den Vermittlungsvorschlag.
Großbritannien und die USA einigten sich 1831/32 auf eine vorläufige Regelung, die festlegte, dass die Bevölkerung in den umstrittenen Gebieten schon die Gesetzgebung und Amtsgewalt des jeweiligen Staates anerkennen sollte.

## Der Konflikt eskaliert
1837 sollten die steuerzahlenden Bürger eine Steuerrückerstattung bekommen. Eine besondere Volkszählung diente zur Ermittlung der betroffenen Personen. Der Zensusbeauftragte Greely vom Penobscot County begann am oberen Arostook River mit dem Zensus, als Beamte der Provinzregierung von New Brunswick davon erfuhren, dass Geld an die Siedler am Aroostook gezahlt werden sollte. Greely wurde festgenommen und nach Fredericton gebracht. In einem Schreiben aus New Brunswick wurde der Gouverneur von Maine der Bestechung beschuldigt und eine Militäraktion angedroht, wenn Maine seine Aktivitäten am Aroostook River nicht einstellen würde. In seiner Antwort erklärte Gouverneur Robert Dunlop von Maine, dass sein Staat von einer fremden Macht angegriffen worden sei.

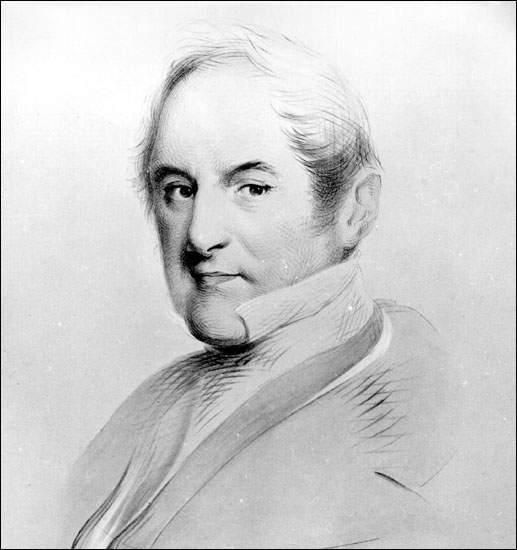
Sir John Harvey (1778–1852)

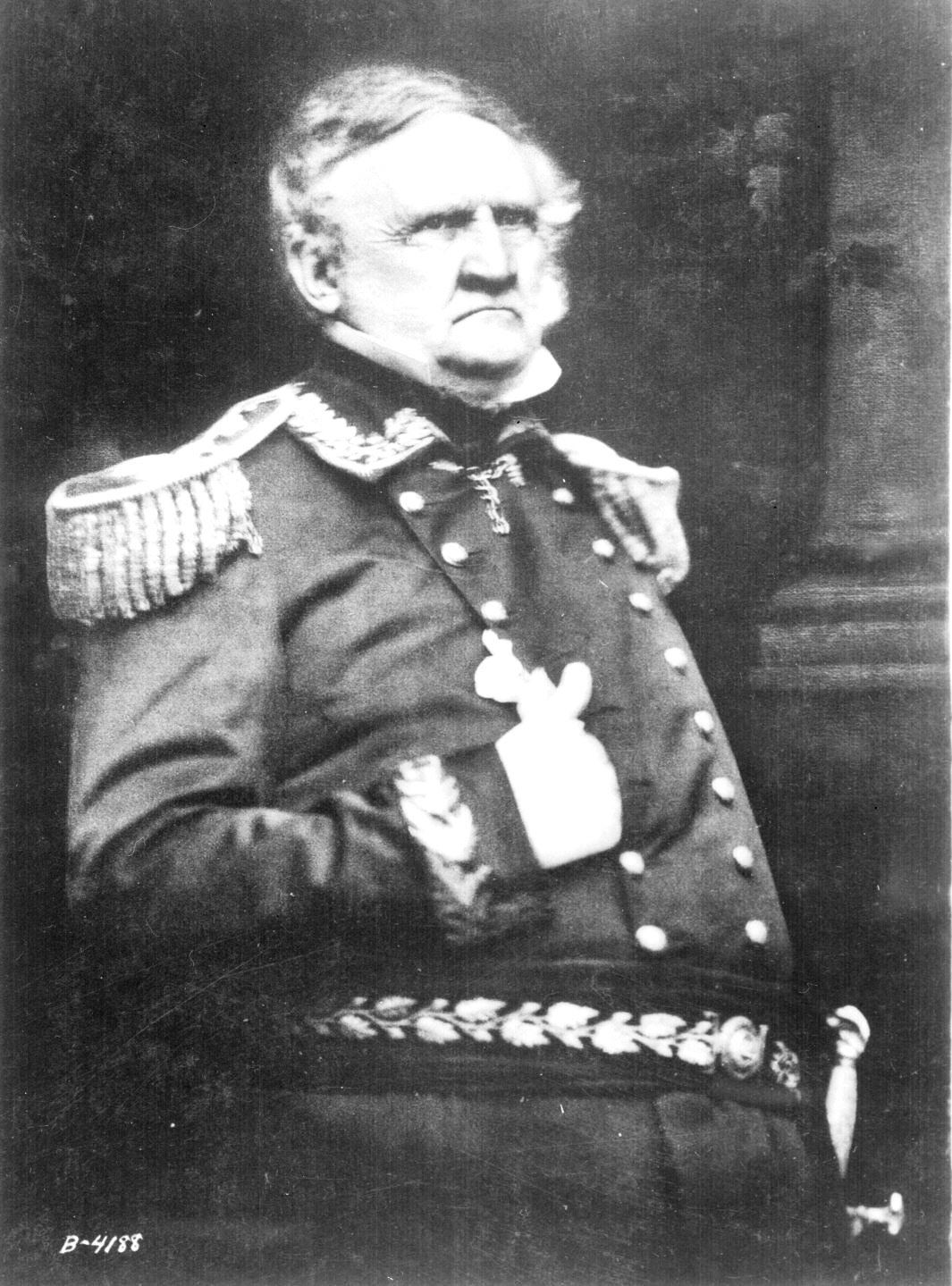
General Winfield Scott (1786–1866)

Im Winter 1838/39 arbeiteten amerikanische und kanadische Holzfäller in dem umstrittenen Gebiet. Im Januar 1839 wurde der Sheriff vom Penobscot County beauftragt, einen Trupp freiwilliger Milizsoldaten aus Maine an den Aroostook River zu schicken, um die Holzfäller aus New Brunswick zu verfolgen und festzunehmen. Eine Anzahl von ihnen wurde gefangen und gefesselt nach Bangor geschickt. Die anderen kanadischen Holzfäller erfuhren davon und bewaffneten sich aus dem Arsenal von Woodstock. Anschließend überfielen sie den Sheriff aus Maine und seine Begleiter und transportierten sie mit Ketten gefesselt nach Woodstock. Sir John Harvey, Gouverneur von New Brunswick, schrieb nach Washington, dass er die politischen Gefangenen nicht eher freilassen könne, bis er Instruktionen aus London hätte. Außerdem sei das Gebiet am Aroostook River unter britischer Jurisdiktion und er verlange deshalb den Abzug aller amerikanischer Truppen aus der Region.

## Truppenaufmarsch
Im Februar 1839 schickte Maine Generalmajor Isaac Hodson und weitere 1.000 Freiwillige zur Verstärkung an den oberen Aroostook. Berichten zufolge waren reguläre britische Truppen aus Westindien im Anmarsch, hatten die Mohawk ihre Unterstützung angeboten und sammelten sich New Brunswicks Streitkräfte am Saint John River. Damit waren insgesamt rund 32.000 bewaffnete Männer im umstrittenen Gebiet, davon 10.656 reguläre britische Soldaten.
Im Kongress in Washington wurde über die Lage debattiert und der Abgeordnete Smith aus Maine erklärte, die Hauptverantwortung der Bundesregierung sei der Schutz und die Verteidigung ihres Staatsgebiets und ihrer Bürger. Da sie aber ihren Pflichten offenbar nicht nachkäme, würde Maine sein Staatsgebiet allein verteidigen. Der Kongress reagierte und genehmigte eine Streitmacht von 50.000 regulären Truppen, sowie 10 Millionen Dollar für den Ernstfall, während Maine 3.000 bis 10.000 Milizionäre bereitstellen konnte. General Winfield Scott, der kürzlich die Umsiedlung der Cherokee geleitet hatte, wurde in die Konfliktregion abkommandiert.
General Scott und Gouverneur Harvey kannten sich als Gegner aus dem Krieg von 1812, und ihr Verhältnis war von gegenseitigem Respekt geprägt. Scott veranlasste, dass die Milizen aus Maine im Mai und Juni 1839 zurückgerufen und gegen reguläre Truppen der US-Army ausgetauscht wurden. Später im Sommer begann man mit dem Bau von Fort Fairfield und Fort Kent. Die Besatzung bestand aus drei Kompanien des 1. US Artillerieregiments unter dem Kommando von R.M. Kirby. Auf der Gegenseite standen vier Kompanien des 11. Britischen Regiments aus Québec. Außerdem wurde jeder Nebenfluss des Saint John Rivers im umstrittenen Gebiet von regulären Truppen und Milizen aus New Brunswick besetzt. Im Jahr 1840 gründete Maine das Aroostook County.

## Eine diplomatische Lösung
Da niemand wirklich einen erneuten Krieg in Nordamerika wollte, suchte die Diplomatie nach einer friedlichen Lösung des Problems. Schließlich einigten sich die USA und Großbritannien auf eine Grenzkommission und am 9. August 1842 wurde der Webster-Ashburton-Vertrag in Washington D.C. unterzeichnet, der die Grenzstreitigkeiten beendete. Der Vertrag regelte nicht nur die Grenzlinie zwischen Maine und New Brunswick, sondern auch die strittige Grenze zwischen Kanada, Michigan und Minnesota.

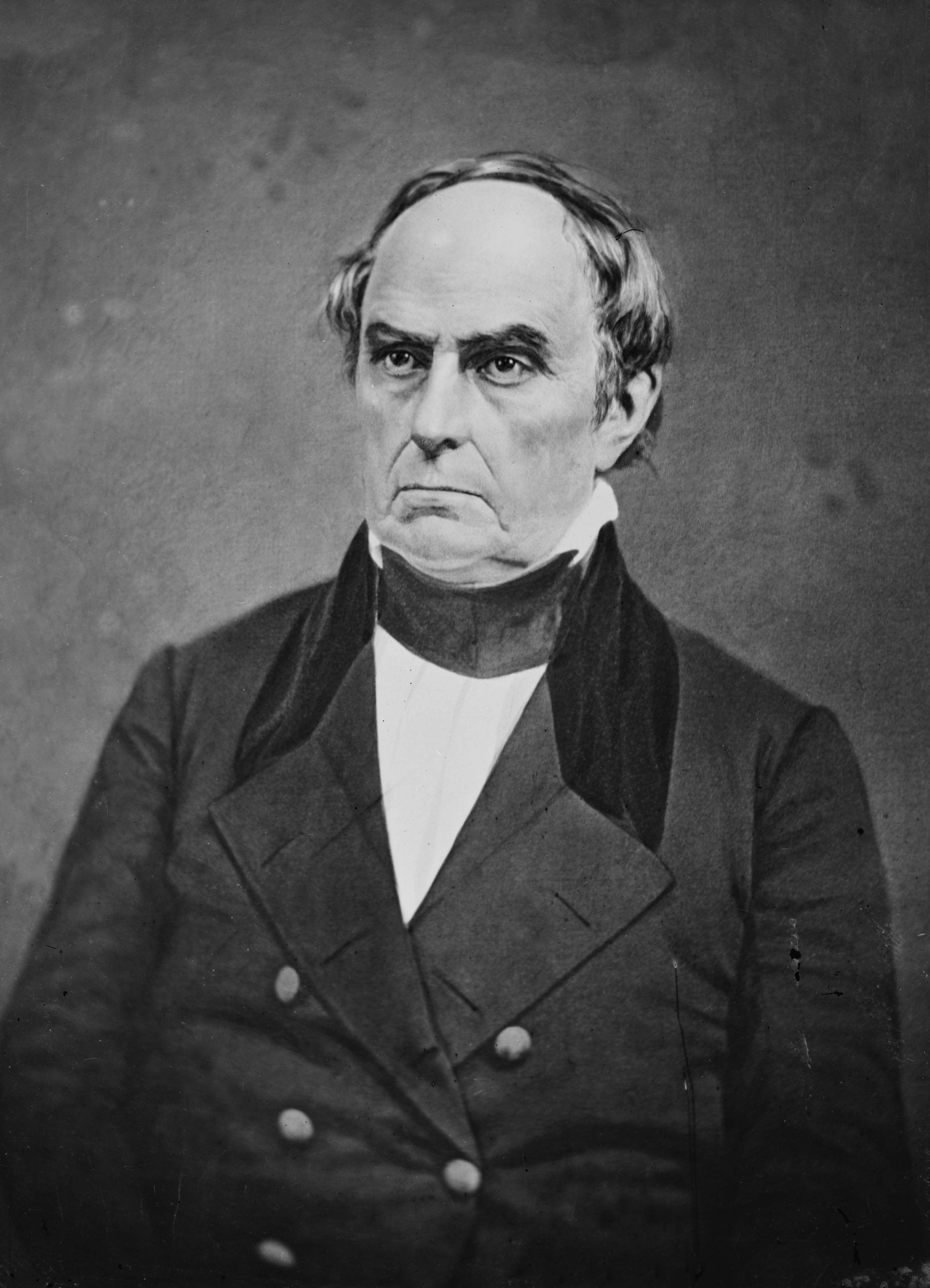
Daniel Webster (1782–1852)

Der von Daniel Webster und Alexander Baring, 1. Baron Ashburton, ausgehandelte Vertrag billigte den Vereinigten Staaten 18.170 km² und Kanada 12.890 km² des umstrittenen Gebiets zu. Webster hatte eine alte Karte als Vorlage benutzt, in der Benjamin Franklin schon 1782 mit einer roten Linie die Grenze markiert hatte, um Massachusetts zum Kompromiss in dem alten Streitfall zu bewegen. Einige Leute behaupteten später, die Karte sei eine Fälschung der Briten, um Druck auf die Amerikaner auszuüben. Letztlich waren die einzigen Verlierer die Brayons, die Französisch sprechenden Bewohner der Region, deren Wohngebiet durch die neue Grenze geteilt wurde.
Obwohl kein Schuss gefallen war, hatte der Krieg dennoch einige Opfer gefordert. Soldat Hiram T. Smith aus Maine starb 1838 während des Dienstes aus ungeklärter Ursache. Weitere Angehörige der Maine-Miliz starben an Krankheiten oder schweren Verletzungen und eine unbekannte Zahl verließ die Lager und kehrte nicht zurück.